# Karl Folwarczny
Karl Folwarczny (* 1832; † 4. Oktober 1875 in Gries bei Bozen) war ein österreichischer Arzt.

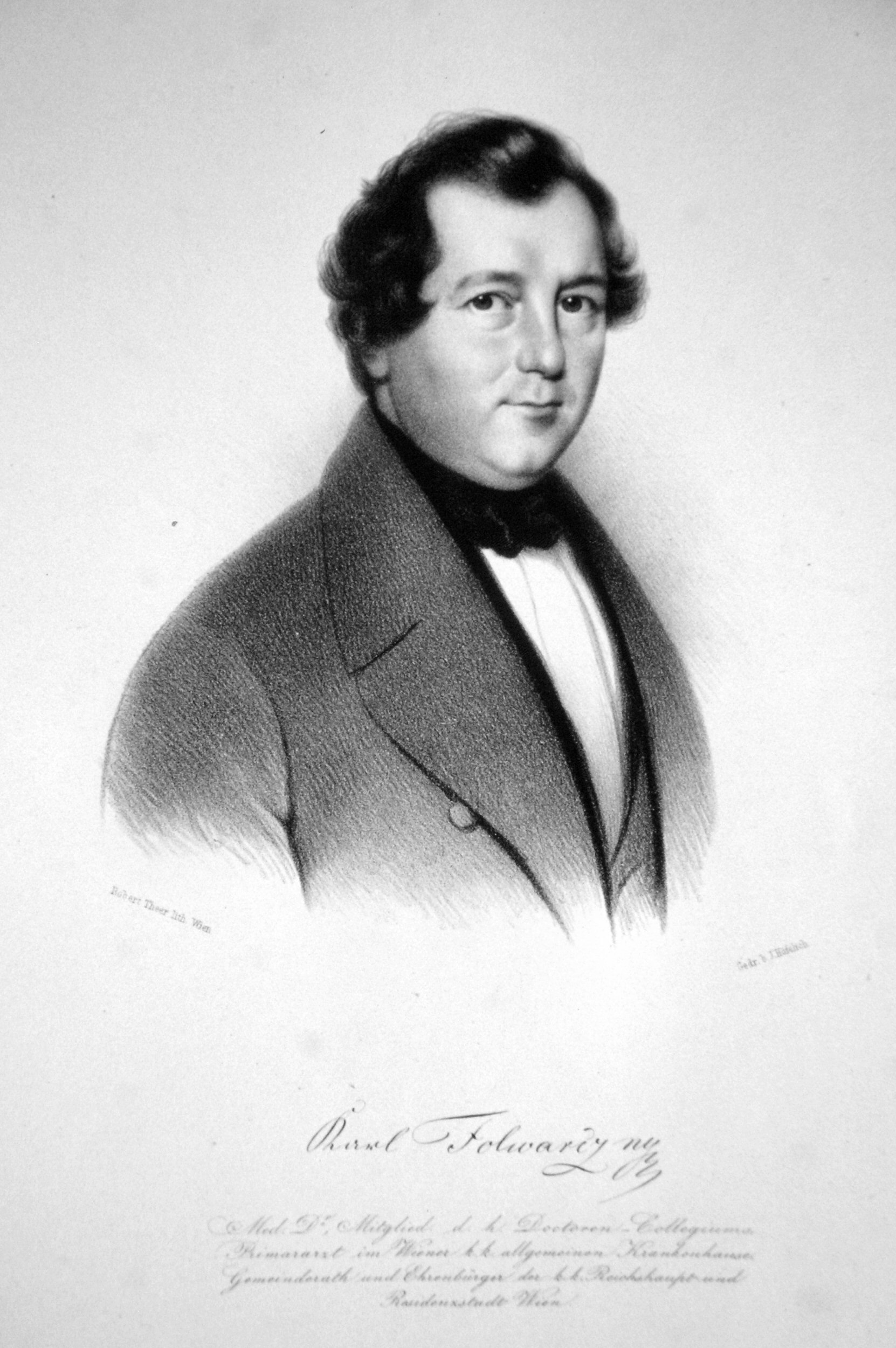
Karl Folwarczny, Lithografie um 1860

## Leben und Wirken
Er studierte Medizin in Wien bei Johann Florian Heller und wurde 1860 Oberarzt im Infanterieregiment Nr. 55, später Oberarzt am Garnisonsspital Nr. 1 in Wien. Danach war er Assistent von Heller am pathologisch-chemischen Laboratorium und Privatdozent für physiologische und pathologische Chemie. 1863 wurde er Professor an der Universität Wien und wechselte im folgenden Jahr als außerordentlicher Professor an die Universität Graz. 1871, nach Rückkehr aus dem  Deutsch-Französischen Krieg, wurde er Leiter des Kurhauses im Südtiroler Gries.
Als Erster wies er 1858 Milchsäure im Blut eines lebenden Patienten und Lithiumverbindungen in der Asche des menschlichen Körpers nach.

## Veröffentlichungen
- Chemische Untersuchung des leukämischen Blutes. In: Zeitschrift der kaiserlich-königlichen Gesellschaft der Aerzte zu Wien. Nr. 32, 1858, S. 497/98.
- Beiträge zur acuten Leberatrophie. Vom klinischen und patho-chemischen Standpunkte. In: Zeitschrift der kaiserlich-königlichen Gesellschaft der Aerzte zu Wien. Nr. 39, 40 und 41, 1858. S. 605–611, 621–628, 637–639 (mit Th. Pleischl).
- Handbuch der physiologischen Chemie mit Rücksicht auf pathologische Chemie und analytische Methoden. (online).
- Der klimatische Kurort Gries bei Bozen. In: Vierteljahrsschrift für Klimatologie. 1876, 1, S. 292.